# 將死之人
《將死之人》（英語：Those About to Die）是一部由羅伯特·羅達特開發，並由羅蘭·艾默瑞奇和馬可·克魯玆沛納執導的史詩劍與涼鞋電視劇。本劇改編自丹尼爾·P·曼尼克斯的同名小說，主要講述的是古罗马角斗士的故事，於2024年7月18日在串流平台孔雀上架全部10集，也於隔日在Amazon Prime Video上線。本劇標題引用自競技場上向皇帝致意的拉丁語問候：「皇帝万岁，将死之人向你致敬」（Ave Imperator, morituri te salutant）。

## 集數
| 總集數 | 集數 （季） | 標題 | 導演            | 編劇                     | 上線日期      |
| ------ | ----------- | ---- | --------------- | ------------------------ | ------------- |
| 1      | 1           |      | 羅蘭·艾默瑞奇   | 羅伯特·羅達特            | 2024年7月18日 |
| 2      | 2           |      | 羅蘭·艾默瑞奇   | 羅伯特·羅達特            | 2024年7月18日 |
| 3      | 3           |      | 羅蘭·艾默瑞奇   | 羅伯特·羅達特            | 2024年7月18日 |
| 4      | 4           |      | 馬可·克魯玆沛納 | 查爾斯·霍蘭德            | 2024年7月18日 |
| 5      | 5           |      | 馬可·克魯玆沛納 | 亞歷克斯·卡梅戴爾        | 2024年7月18日 |
| 6      | 6           |      | 馬可·克魯玆沛納 | 伊娃·岡薩雷斯·西格里斯特 | 2024年7月18日 |
| 7      | 7           |      | 馬可·克魯玆沛納 | 吉兒·羅比                | 2024年7月18日 |
| 8      | 8           |      | 馬可·克魯玆沛納 | 瑪麗莎·萊斯特拉德        | 2024年7月18日 |
| 9      | 9           |      | 羅蘭·艾默瑞奇   | 羅伯特·羅達特            | 2024年7月18日 |
| 10     | 10          |      | 羅蘭·艾默瑞奇   | 羅伯特·羅達特            | 2024年7月18日 |

## 外部連結
- 互联网电影数据库（IMDb）上《將死之人》的资料（英文）
- Peacock TV （页面存档备份，存于）